# Jürgen Zopp
Jürgen Zopp (* 29. března 1988 Tallinn) je estonský profesionální tenista. Ve své dosavadní kariéře na okruhu ATP World Tour nevyhrál žádný turnaj. Na challengerech ATP a okruhu ITF získal k lednu 2012 devět titulů ve dvouhře.
Na žebříčku ATP byl nejvýše ve dvouhře klasifikován v září 2012 na 71. místě a ve čtyřhře pak v červnu téhož roku na 246. místě. Trénuje ho Pasi Virtanen.
V daviscupovém týmu Estonska debutoval v roce 2006. K roku 2012 v něm odehrál 34 zápasů s bilancí 13–8 ve dvouhře a 8–5 ve čtyřhře.

## Finále na challengerech ATP a okruhu Futures

### Dvouhra: 11 (9–2)
| Legenda           |
| ----------------- |
| Challengery (0–2) |
| Futures (9–0)     |

#### Vítěz
| Č. | Datum             | Turnaj     | Povrch    | Finalista       | Výsledek         |
| -- | ----------------- | ---------- | --------- | --------------- | ---------------- |
| 1. | 18. srpna 2008    | Vierumäki  | tvrdý     | Timo Nieminen   | 6–4, 6–2         |
| 2. | 9. března 2009    | Greifensee | koberec   | Philipp Oswald  | 6–3, 6–7(5), 6–3 |
| 3. | 13. července 2009 | Tallinn    | antuka    | Jaak Poldma     | 3–6, 6–3, 6–4    |
| 4. | 12. dubna 2010    | Adana      | antuka    | Augustin Gensse | 6–2, 4–6, 6–4    |
| 5. | 19. dubna 2010    | Tarsus     | antuka    | Alexandre Folie | 6–3, 6–1         |
| 6. | 3. května 2010    | Teplice    | antuka    | Alexander Flock | 4–6, 6–2, 7–5    |
| 7. | 19. července 2010 | Tallinn    | antuka    | Timo Nieminen   | 6–3, 3–6, 6–3    |
| 8. | 25. října 2010    | Cardiff    | tvrdý (h) | Daniel Evans    | 6–4, 7–5         |
| 9. | July 18, 2011     | Tallinn    | antuka    | Hans Podlipnik  | 6–3, 6–3         |

#### Finalista
| Č. | Datum         | Turnaj  | Povrch | Vítěz         | Výsledek      |
| -- | ------------- | ------- | ------ | ------------- | ------------- |
| 1. | 18. září 2011 | Ningbo  | tvrdý  | Lu Jan-sun    | 2–6, 6–3, 1–6 |
| 2. | 24. září 2011 | Taškent | tvrdý  | Denis Istomin | 4–6, 3–6      |